# Убийство в зимней Ялте
«Убийство в зимней Ялте» — украинский детективный фильм 2007 года режиссёра Александра Муратова.

## Сюжет
В Ялте убита бухгалтер коммерческой фирмы. Расследование ведет следователь прокуратуры Леонид Прохоренко и капитан милиции Ахтем Аблаев. Сразу появляется подозреваемый, некий Сергей Гнездило, которого свидетели видели в день убийства идущим за жертвой, но никаких других доказательств нет. Из Феодосии сообщают, что задержали некоего Вадима Козловского, который сознался в убийстве. Прохоренко допрашивает его, и видит, что он психически болен, и сразу же сознается в ряде других громких преступлений. У следователя лишь одна улика, но она ведёт в Алчевск, —и Прохоренко отправляется в дорогу…

## Съёмки
Основные съемки проходили в Ялте и Симферополе, а также в городе Алчевск Луганской области, и в Киеве.

## В ролях
| Актёр                  | Роль                                       |
| ---------------------- | ------------------------------------------ |
| Олег Савкин            | Леонид Прохоренко, следователь прокуратуры |
| Мустафа Куртмуллаев    | Ахтем Аблаев, капитан милиции              |
| Владимир Нечепоренко   | Филипович, полковник милиции               |
| Николай Шутько         | Даниил Ткачук                              |
| Анатолий Ященко        | Сергей Гнездило, подозреваемый             |
| Юрий Фреган            | Вадим Козловский                           |
| Дмитрий Фролов         | фальшивый Козловский                       |
| Елена Бондарева-Репина | жена Козловского                           |
| Олег Примогенов        | Николай Попов                              |
| Леонид Титов           | Тюнин, прокурор                            |
| Григорий Боковенко     | судэксперт                                 |
| Вадим Булгаков         | начальник СИЗО                             |
| Валерий Веснин         | полковник из Алчевска                      |
| Михаил Жонин           | участковый из Алчевска                     |
| Наталья Иванская       | Наташа                                     |
| Ольга Лимар            | Ольга                                      |